# Milt Fankhouser
Milton Carl Fankhauser, detto "Milt" (New York, 29 ottobre 1915 – Santa Barbara, 26 febbraio 1970), è stato un pilota automobilistico statunitense.

## Carriera
Ha cercato regolarmente di qualificarsi per la 500 Miglia di Indianapolis tra il 1947 e il 1950. Solo il primo tentativo nel 1947 ebbe successo. In gara si ritirò dopo soli 15 giri a causa di un incidente.

## Risultati

### 500 Miglia di Indianapolis
| Anno | Vettura | Motore      | Iniziato | Finito | Giri | Ritiro/incidente |
| ---- | ------- | ----------- | -------- | ------ | ---- | ---------------- |
| 1947 | Stevens | Offenhauser | 11       | 30     | 15   | incidente        |
| 1948 | ?       | ?           | NQ       |        |      |                  |
| 1949 | Hall    | ?           | NQ       |        |      |                  |
| 1950 | Stevens | Offenhauser | NQ       |        |      |                  |

### Formula 1
| 1950 | Scuderia | Vettura |  |  |     |  |  |  |  | Punti | Pos. |
| ---- | -------- | ------- |  |  | --- |  |  |  |  | ----- | ---- |
| 1950 | Stevens  | Stevens |  |  | Rit |  |  |  |  | 0     |      |

| Legenda | 1º posto     | 2º posto | 3º posto    | A punti         | Senza punti/Non class.  | Grassetto – Pole position Corsivo – Giro più veloce |
| Legenda | Squalificato | Ritirato | Non partito | Non qualificato | Solo prove/Terzo pilota | Grassetto – Pole position Corsivo – Giro più veloce |